# Statendam (Schiff, 1966)
Die Statendam ist ein 1965/66 gebautes, seit dem Jahre 2002 im Besitz der Royal Riverline AG in Basel befindliches Fluss-Kreuzfahrtschiff. Es wird vom niederländischen Reiseveranstalter Feenstra Rijn Lijn in Zeitcharter auf Rhein, Main und Mosel eingesetzt. Erstbesitzer war die Köln-Düsseldorfer  Rheinschiffahrt GmbH, die das Schiff unter dem Namen France bis 1996 betrieb.

## Geschichte

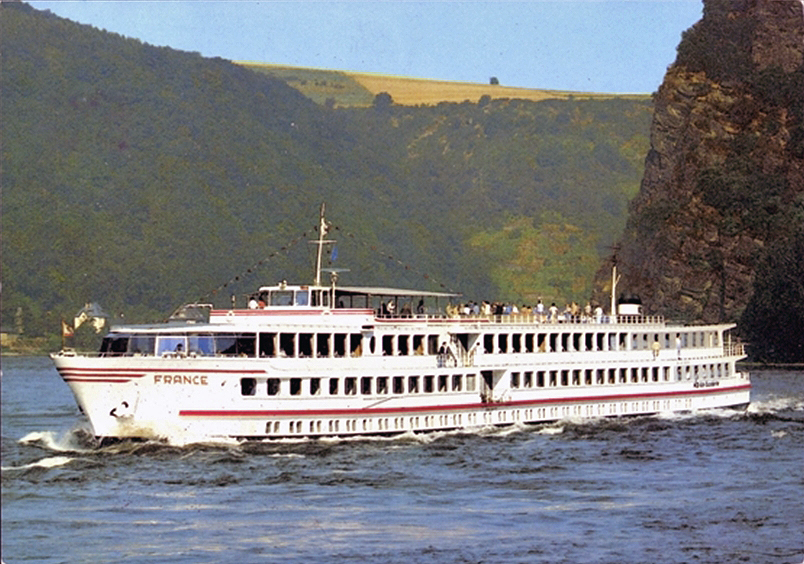
Als France bei der Köln-Düsseldorfer

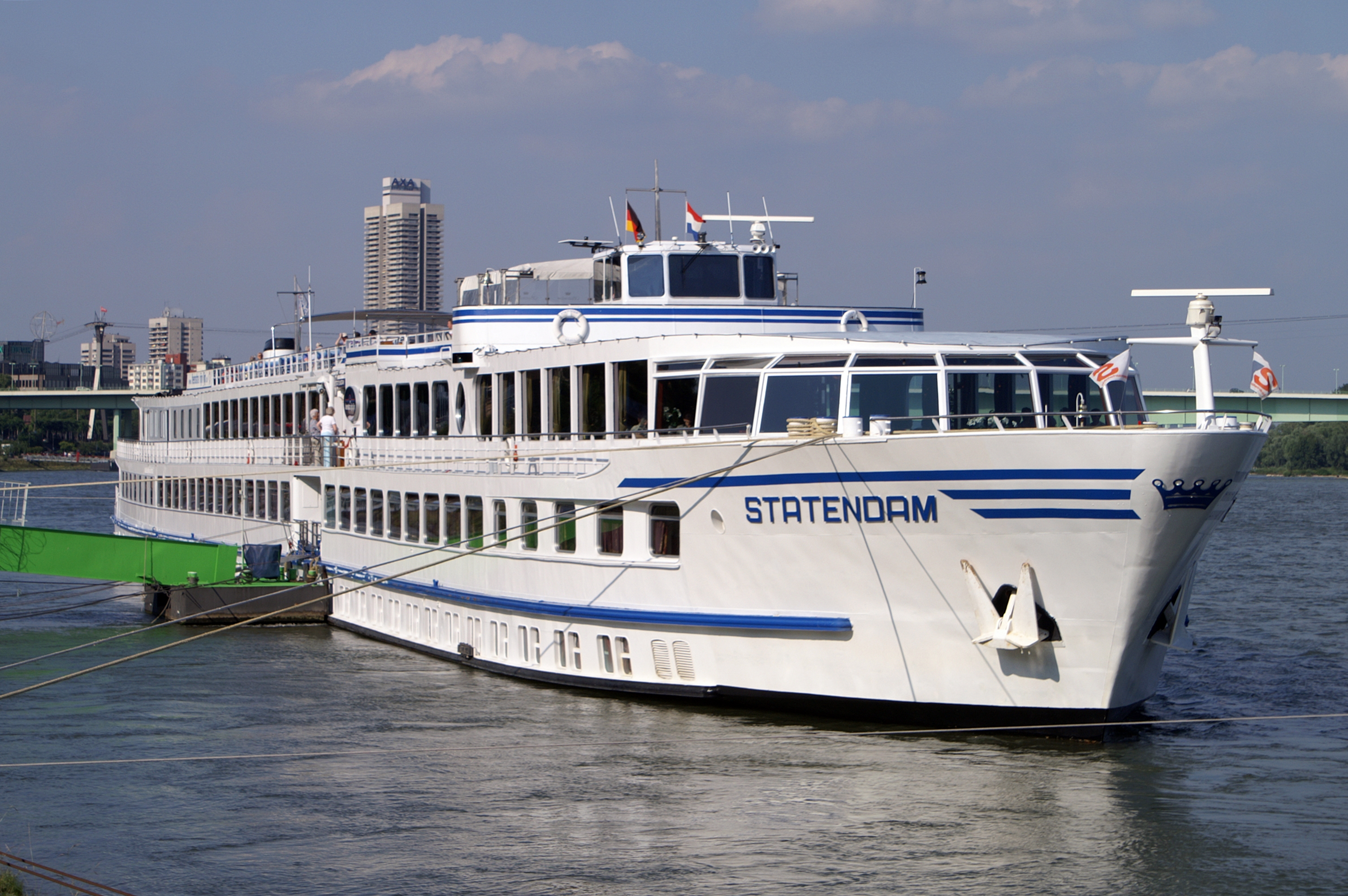
Bugansicht

Das Kabinenschiff wurde in den Jahren 1965 und 1966 durch die Schiffswerft Christof Ruthof in Mainz-Kastel unter der Baunummer 1465 für die Düsseldorfer Gesellschaft für Rhein-Dampfschiffahrt gebaut. Die Kiellegung erfolgte im Januar 1965, der Stapellauf am 12. Februar des Folgejahres. Bei Werftablieferung verfügte das Schiff über 104 Doppelkabinen, in die teilweise ein drittes aufklappbares Wandbett integriert war, so dass 228 Fahrgäste aufgenommen werden konnten. Bei Tagesausflugsfahrten wurden 1000 Fahrgäste zugelassen. Die Baukosten betrugen 9 Mio. D-Mark.
Die feierliche Taufe auf den Namen France fand am 12. Mai 1966 unter Anwesenheit des Französischen Botschafters François Seydoux de Clausonne in Bonn statt. Die Jungfernfahrt führte von Bonn nach Königswinter, wo das Schiff offiziell an die beiden Geschäftsführer der Reederei übergeben wurde. Drei Tage später wurde die France bei einer Festrundfahrt anlässlich des 75-jährigen Firmenjubiläums von Philips eingesetzt. Die Fahrt führte von Düsseldorf über Arnheim über den Amsterdam-Rhein-Kanal nach Tiel. Anschließend befuhr die France die Waal bis nach Nijmegen, um anschließend nach Düsseldorf zurückzukehren. Diesen Kurs hatte die Reederei einige Wochen vorher aufgrund der teilweise engen Passagen mit dem Kabinenschiff Europa getestet. Ab dem 20. Mai 1966 setzte die Reederei das Schiff im Plandienst zwischen Rotterdam und Basel ein. Am 16. Mai 1967 fusionierten die DGMN und die Preußisch-Rheinische Dampfschiffahrtsgesellschaft zur Köln-Düsseldorfer Deutsche Rheinschiffahrt AG. Die Eignerschaft aller Schiffe der beiden Unternehmen wurde in die neue Gesellschaft übertragen. 1976 erhielt die France die amtliche Schiffsnummer 4200190.
Infolge von zu geringem Fahrgastaufkommen setzte die Köln-Düsseldorfer das Schiff in der Sommersaison 1989 nur als Reserveschiff ein und legte sie von 1990 bis 1991 aus demselben Grund still. In den Jahren 1992 und 1993 wurde die France auf Rhein, Main und Mosel eingesetzt. Bis zu ihrer endgültigen Stilllegung bei der Köln-Düsseldorfer im November 1995 kam sie nur noch selten auf Linienfahrten und als Hotelschiff zum Einsatz. Am 1. April 1996 wurde ihr Besitz an die ausgegliederte Gesellschaft KD Deutsche Flusskreuzfahrten GmbH übertragen, die das stillgelegte Schiff am 2. April 1998 an die niederländische Reederei Bonninga Riverstar B.V. in Vuren verkaufte. Der neue Eigner modernisierte die Innenräume des Schiffs und benannte es in Avanti um. Die Avanti verfügte nach dem Umbau nur noch über 88 Fahrgastkabinen und erhielt die in Rotterdam registrierte amtliche Schiffsnummer 2323596. Ab dem 24. August 1998 setzte die Feenstra Rijn Lijn aus Arnheim das Schiff in der Time-Charter auf Rhein und Mosel ein. 2002 erfolgte ein Verkauf an den Schiffshändler Roel Botter aus Koudekerk a/d Rijn der sie an die Royal Riverline AG in Basel weiterverkaufte. Neben dem neuen Namen Statendam erhielt das Schiff zu diesem Zeitpunkt die in Basel registriert amtliche Schiffsnummer 7001727. Der Chartervertrag wurde vom neuen Eigner übernommen. Nach Corona-Pandemie bedingtem Ausfall 2020 + 2021 ab 2022 fest verchartert als Hotelschiff für ukrainische Flüchtlinge in Amsterdam.

## Ausstattung

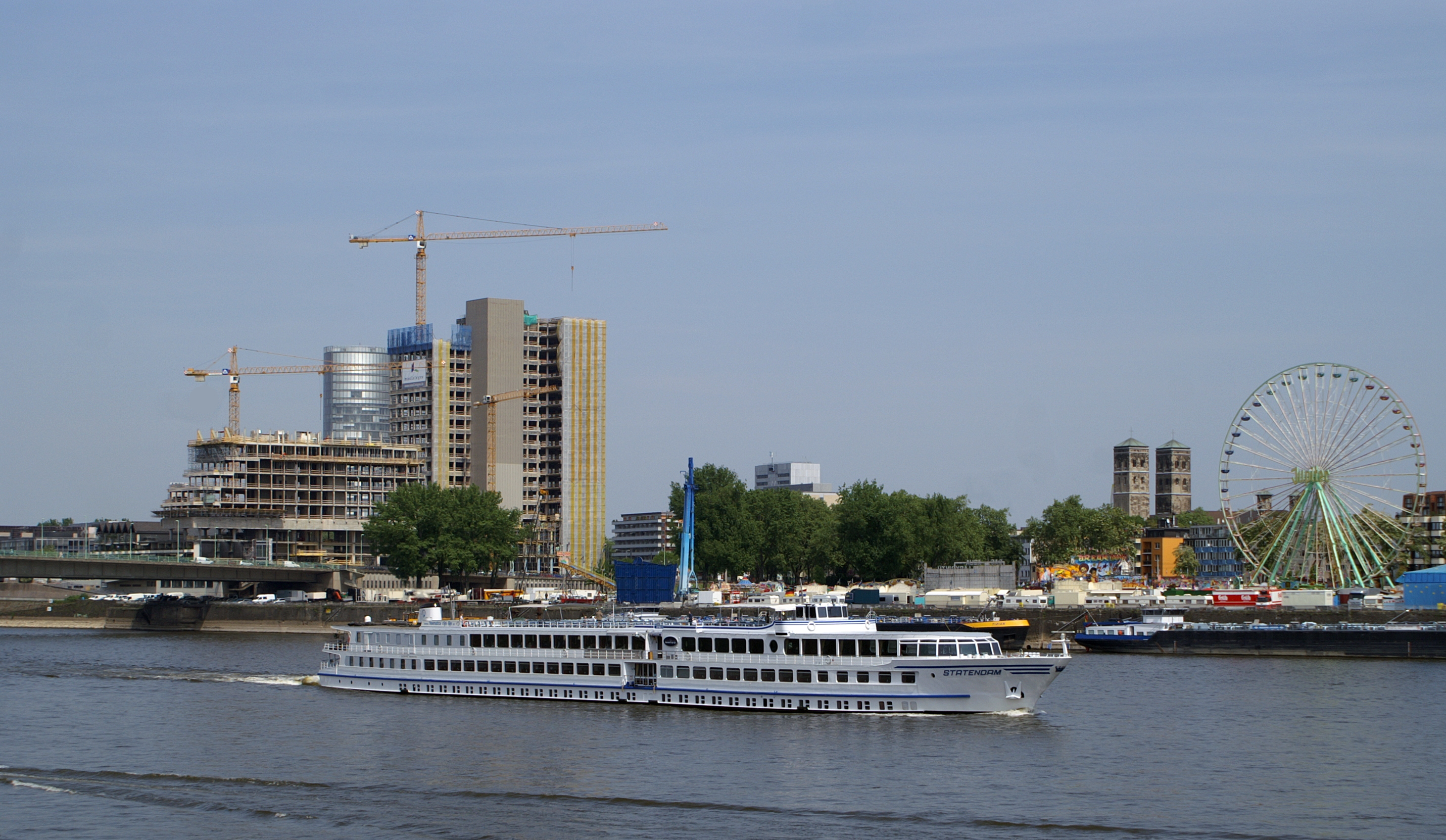
In voller Fahrt vor Köln-Deutz

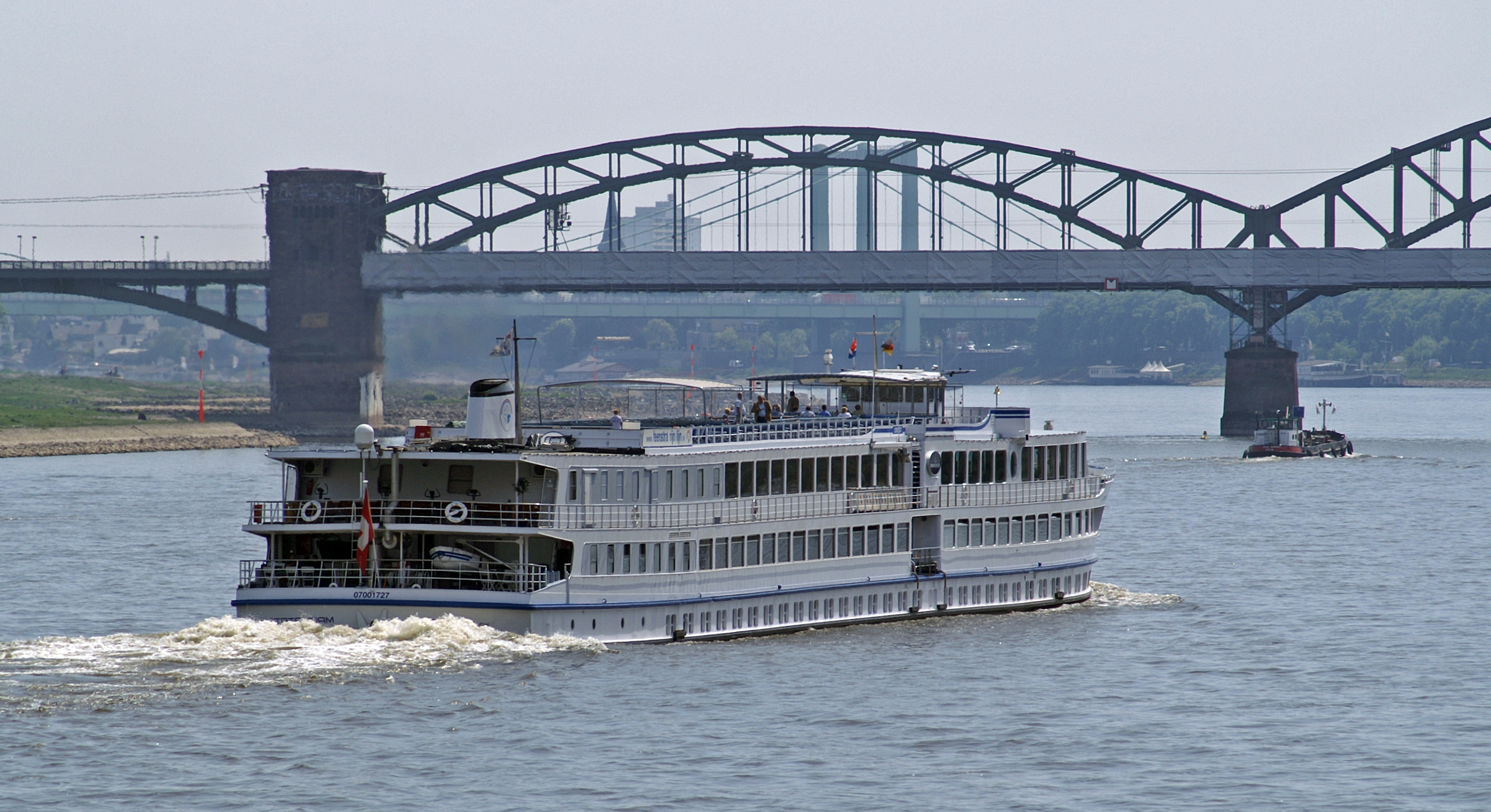
Heckansicht

Die Statendam ist ein Dreideck-Kabinenschiff der Mittelklasse. Im Hauptdeck befinden sich mittig zwischen den Mannschafts- und Versorgungsräumen 39 Zweibett- und 9 Einbettkabinen. Im Promenadendeck liegen 49 Zweibettkabinen und eine Einbettkabine. Die Standardkabinen sind jeweils 12 m² groß und sie sind mit zwei getrennten Betten, Dusche/WC, Telefon und Sat-TV ausgestattet. Bugseitig wurde auf dem sogenannten Salondeck eine große Lounge mit integrierter Bar eingerichtet der sich im Mittelschiff das Restaurant und die Bordküche anschließen. Auf dem achtern liegenden überdachten Freideck wurde ein Fitnessbereich mit verschiedenen Geräten angelegt. Zentraler Mittelpunkt des Sonnendecks ist ein 7,5 × 3,3 m große Swimming-Pool, an den sich beidseitig teilweise überdachbare Ruhebereiche anschließen. Zusätzlich stehen den Fahrgästen zur Freizeitgestaltung ein Vierloch-Putting Green und ein Großfigurenschachfeld zur Verfügung. Alle Decks sind über Treppenlifte auch für Rollstuhlfahrer erreichbar.

## Technik
Die Statendam  wird über vier 12-Zylinder-Dieselmotoren vom Typ Deutz FM716 à 312 kW über zwei Voith-Schneider-Antriebe, Typ E/106, Größe 20 angetrieben. Das ebenfalls von Voith-Schneider produzierte Bugstrahlruder vom Typ E/65, Größe 12 verfügt über einen 161 kW elektrischen Antrieb. Das Schiff ist 104,30 m lang, 11,60 m breit. Der Tiefgang wird mit maximal 1,53 m angegeben. Durch Versenken von Steuerhaus und Kamin, sowie Umlegen von Geländern und Sonnensegel kann die Höhe für Fahrten auf Gewässern mit niedrigen Brückendurchfahrten, wie Mosel und Main-Donau-Kanal, auf etwa 7,00 m verringert werden.